# Domodedovo
Domodedovo (russisk: Домодедово, tr. Domodedovo) er en by, der er det administrative center for Domodedovo bymæssige okrug i Moskva oblast, Rusland. Byen har 156.681(2024) indbyggere. Domodedovo ligger 37 km syd for Moskvas centrum. De nærmeste byer er Podolsk og Vídnoje, begge omkring 20 km væk.
Nær Domodedovo by ligger den internationale lufthavn Domodedovo.

## Historie
De første bosættelser på stedet, hvor Domodedovo ligger, blev nævnt i et dokument fra år 1401. Området lå ved vejen fra Moskva til Kasjira, og var en populær beliggenhed for godser. Resterne af de tidlige godser vidner om landbrugets velstand. Ud over landbruget og produktionen hvide sten spillede en vigtig rolle her, blev bygget fra, blandt andre storslåede bygninger i den "hvide sten byen" Moskva.
Den 19. januar 1900 blev den første sektion af jernbanen fra Moskva via Kasjira til Lipetsk, med station i Domodedovo, sat i drift. Stationen på jernbanelinjen fremskyndede udviklingen af industrien. I begyndelsen af 1900-tallet fandtes en tekstilfabrik, teglværker og et kalkværk i byen.
Den 16. april 1930 skete en alvorlig en alvorlig jernbaneulykke i Domodedovo: i en personvogn blev der spildt alkohol, som ved et uheld blev antændt. Resultatet var en brand, der dræbte 45 mennesker og 23 blev såret.
I løbet af de næste årtier voksede et arbejderkvarter frem i tilknytning til stationsbyen. Domodedovo fik bystatus den 12. marts 1947. Fra 1969 til 2006 var byen Domodedovo det administrative center for de rajonen af samme navn. Rajonen blev opløst i 2004 og byen blev udvidet ved sammenlægning med arbejderkvarteret Vostrjakovo, landsbyen Barybino og datjabebyggelsen Belyje Stolby, og Domodedovo bymæssige okrug blev oprettet.

## Økonomi og infrastruktur
Den største arbejdsplads i byen er Domodedovo Internationale Lufthavn, som med 30,7 millioner passagerer i 2016 er Ruslands næststørste kommercielle lufthavn. Industrien er repræsenteret i byen med en maskinfabrik, en tekstilfabrik, en byggematerialefabrik og et teglværk. I bosættelsen Belyje Stolby ligger statens filmarkiv Gosudarstvennyj fond kinofilmov.
Domodedovo ligger på ved Don-motorvejen M4 fra Moskva til Novorossijsk og ved jernbanelinjen Moskva-Kasjira-Pavelets, der har en afgrening til lufthavnen. Jernbanelinjen, der har flere stationer og trinbrætter i byområdet, forbinder Domodedowo med blandt andet Pavelets' stationen i Moskva.